# ديف ستيفنسون
ديف ستيفنسون (بالإنجليزية: Dave Stephenson) هو لاعب كرة قدم أمريكية أمريكي، ولد في 22 أكتوبر 1925 في كليندنين في الولايات المتحدة، وتوفي في 19 يوليو 1975 في تشارلستون في الولايات المتحدة.

## وصلات خارجية
- ديف ستيفنسون على موقع مرجع كرة القدم المحترفة.كوم (الإنجليزية)